# أوسكار يوهانسون (متسابق يخت)
أوسكار يوهانسون هو متسابق يخت كندي، ولد في 23 يونيو 1977.

## وصلات خارجية
- أوسكار يوهانسون على موقع الاتحاد الدولي للملاحة الشراعية (موقع جديد) (الإنجليزية)
- أوسكار يوهانسون على موقع الاتحاد الدولي للملاحة الشراعية (موقع قديم) (الإنجليزية)
- أوسكار يوهانسون على موقع اللجنة الأولمبية الدولية (الإنجليزية)
- أوسكار يوهانسون على موقع أوليمبيديا (الإنجليزية)
- أوسكار يوهانسون على موقع اللجنة الأولمبية الكندية (الإنجليزية)